# Радкув (Свентокшиське воєводство)
Радкув (пол. Radków) — село в Польщі, у гміні Радкув Влощовського повіту Свентокшиського воєводства.
Населення — 503 особи (2011).
У 1975-1998 роках село належало до Ченстоховського воєводства.

## Демографія
Демографічна структура на день 31 березня 2011 року:
|          | Загалом | Допрацездатний вік | Працездатний вік | Постпрацездатний вік |
| -------- | ------- | ------------------ | ---------------- | -------------------- |
| Чоловіки | 260     | 46                 | 187              | 27                   |
| Жінки    | 243     | 40                 | 144              | 59                   |
| Разом    | 503     | 86                 | 331              | 86                   |